# Новосімейчине
Новосімейчине (до 2025 — Новосімейкіне) — селище в Україні, у Молодогвардійській міській громаді Луганського району Луганської області. З 2014 року є окупованим. Населення становить 535 осіб.

## Населення
За даними перепису 2001 року населення селища становило 535 осіб, з них 42,8% зазначили рідною мову українську, 56,82% — російську, а 0,38% — іншу.